# Kim Bok-rae
Kim Bok-rae (김복래 - 3 mei 1977) is een Zuid-Koreaans tafeltennisspeelster. Ze was samen met haar landgenote Kim Kyung-ah verliezend finaliste in het dubbelspel van de ITTF Pro Tour Grand Finals 2005. Een jaar eerder vielen ze samen net buiten de prijzen met een vierde plaats op de Olympische Zomerspelen 2004.

## Sportieve loopbaan
Bok-rae maakte haar debuut in het internationale (senioren)circuit op het Maleisië Open in 1997, een toernooi in het kader van de ITTF Pro Tour. Vier jaar later won ze haar eerste toernooien op de Pro Tour, de dubbelspelen van het Japan en Duitsland Open. In beide gevallen stond Kyung-ah naast haar. Bok-rae plaatste zich zowel in 2001 als 2005 voor het dubbelspeltoernooi van de ITTF Pro Tour Grand Finals. Wederom met Bok-rae bereikte ze in 2005 daarvan de eindstrijd, waarin de titel net aan haar neus voorbij ging. Gao Jun en Shen Yanfei vormden het betere duo.
Op de Olympische Zomerspelen van 2004 greep het Zuid-Koreaanse duo een jaar eerder net naast de prijzen. In de beslissende partij om het brons, kaapten Guo Yue en Niu Jianfeng het eremetaal weg voor de neus van Bok-rae en Kyung-ah.

## Erelijst
- Verliezend finaliste landentoernooi Aziatische kampioenschappen 2005
- Vierde plaats dubbelspel Olympische Zomerspelen 2004

ITTF Pro Tour:
Enkelspel:
- Verliezend finaliste Chili Open 2005

Dubbelspel:
- Verliezend finaliste ITTF Pro Tour Grand Finals 2005 (met Kim Kyung-ah)
- Winnares Japan Open 2001, verliezend finaliste in 2002 en 2005 (allen met Kim Kyung-ah)
- Winnares Duitsland Open 2001, verliezend finaliste in 2005 (beide met Kim Kyung-ah)

- International Standard Name Identifier: 0000 0004 7355 1022
- Virtual International Authority File: 73154590074643080243